# Choe Yong-rim
Choe Yong-rim (koreansk: 최영림, født 20. november 1929 i Ryanggang) er en nordkoreansk politiker, der 7. juni 2010 indtil april 2013 var landets premierminister.
Han er medlem af kommunistpartiet i Nordkorea, som er det regerende parti og det eneste tilladte. Som premierminister var han leder af staten, dog havde den militære leder Kim Jong Un større magt end premierministeren og Kim Jong Un var og er derfor landets øverste leder, ligesom han er formand for kommunistpartiet. 
Han er uddannet fra Kim Il-Sung Universitetet og Moskvas statsuniversitet. Fra 2005 til juli 2009 var han generalsekretær for Den øverste folkeforsamling.